# Helia dives
Helia dives är en fjärilsart som beskrevs av Walker 1865. Helia dives ingår i släktet Helia och familjen nattflyn. Inga underarter finns listade i Catalogue of Life.